# Erich Zieger (Admiral)
Erich Zieger (* 12. Juli 1889 in Tiegendorf bei Leipzig; † 21. März 1945 in Berlin) war ein deutscher Marineoffizier, zuletzt im Dienstgrad eines Admirals der Kriegsmarine. Er war einer der wenigen deutschen Marineingenieur-Offiziere, der diesen Dienstgrad erreichte.

## Leben

### Kaiserliche Marine und Reichsmarine
Zieger trat am 1. Oktober 1907 als Marineingenieuranwärter in Wilhelmshaven in die Kaiserliche Marine ein. Bis zum 30. September 1911 durchlief er Stationen in der 1. Matrosendivision, der Ingenieur- und Deckoffizierschule und in Bordkommandos auf Schiffen der Hochseeflotte.
Die Beförderungen in dieser Zeit waren: Marineingenieuroberanwärter (1. April 1908), Marineingenieurapplikant (1. Oktober 1908), Marineingenieuroberapplikant (1. April 1910) und Marineingenieuraspirant (24. September 1911).
Vom 1. Oktober 1911 bis zum 30. September 1912 tat Zieger Dienst in der 1. Torpedo-Division und anschließend bis zum 30. September 1913 an Bord des Kleinen Kreuzers Mainz. Vom 1. Oktober 1913 bis zum 31. Juli 1914, also bis unmittelbar vor dem Ausbruch des Ersten Weltkriegs war Zieger erneut an die Ingenieur- und Deckoffizierschule kommandiert.
Ab dem 1. August 1914 tat Zieger kurzzeitig auf dem Linienschiff Wittelsbach Dienst als Wachingenieur, wurde aber bereits ab dem 10. September als Leitender Ingenieur auf das Torpedoboot S 32 versetzt. In der Zwischenzeit war er am 5. August 1914 zum Marineingenieuroberaspirant und am 13. Oktober 1914 schließlich zum Marineingenieur befördert worden. Es folgte ab dem 28. September 1915 eine Kommandierung als Leitender Ingenieur auf das Torpedoboot SMS S 52, sowie ab Juli 1918, nun bereits im Dienstgrad Marineoberingenieur, als Chef-Ingenieur der 18. Torpedoboot Halbflottille. In dieser Funktion erlebte Zieger auch das Kriegsende und war vom 13. März 1919 bis zum 20. Oktober 1920 kurzzeitig zur Disposition gestellt. Trotzdem erfolgte in dieser Zeit am 18. Oktober 1919 noch die Beförderung zum Oberleutnant (Ing.).
Ab dem 11. Oktober 1920 wurde Zieger reaktiviert und zum Studium an die Technische Universität Berlin kommandiert. In diese Zeit fiel die Beförderung zum Kapitänleutnant (Ing.) am 1. Mai 1921. Vom 1. April 1923 bis zum 23. Juli 1926 war er als Ausbilder an der Marineschule Mürwik tätig und anschließend bis zum 29. August 1926 zur Verfügung des Chefs der Marinestation der Ostsee gestellt. Es folgten dann zwei Schiffsverwendungen, nämlich vom 30. August 1926 bis zum 27. September 1927 auf dem Kleinen Kreuzer Nymphe mit der Beförderung zum Korvettenkapitän (Ing.) am 1. April 1927 und danach bis zum 5. Oktober 1929 auf dem Linienschiff Schleswig-Holstein. Anschließend tat Zieger bis zum 25. September 1933 Dienst als Berater der Ausbildungsabteilung der Marineleitung und war danach bis zum 30. September 1935 Stationsingenieur der Marinestation der Nordsee. Während dieser Dienstzeiten wurde Zieger am 1. Juni 1931 zum Fregattenkapitän (Ing.) und am 1. September 1933 zum Kapitän zur See (Ing.) befördert.

### Kriegsmarine
In der Kriegsmarine war Zieger zunächst vom 1. Oktober 1935 bis zum 20. September 1936 Flotteningenieur beim Flottenkommando. Es folgte eine Verwendung als Chef der Militärischen Abteilung für Schiffsmaschinenbetrieb im Oberkommando der Marine (OKM) bis zum 14. November 1939. In diese Dienstzeit fiel dann auch Ziegers Beförderung zum Konteradmiral (Ing.). Am 15. November 1939 wurde Zieger Chef der Amtsgruppe Schiffsmaschinenbetrieb im Hauptamt Kriegsschiffbau des OKM. Am 11. Dezember 1939 wurde er vertretungsweise mit der Führung der Dienststelle des Inspekteurs der Schiffsmaschinen-Inspektion betraut. Die Dienststelle übernahm er vollverantwortlich am 1. Januar 1940 unter gleichzeitiger Beförderung zum Vizeadmiral (Ing.). Am 1. September 1942 erfolgte dann noch die Beförderung zum Admiral (Ing.). Am 29. März 1943 wurde er zur Verfügung des Oberbefehlshabers der Kriegsmarine gestellt und am 30. Juni 1943 pensioniert. Zwar stand Zieger in der Folge noch weiterhin zur Verfügung der Kriegsmarine, wurde aber nicht mehr aktiviert. Zieger starb kurz darauf während der chaotischen Endphase des Zweiten Weltkriegs während der Schlacht um Berlin.

## Auszeichnungen
Während des Ersten Weltkriegs:
- Eisernes Kreuz, 2. Klasse (EK II)
- Eisernes Kreuz, 1. Klasse (EK I)
- Königlich Sächsischer Albrechts-Orden 2. Klasse mit Schwertern
- Friedrich-August-Kreuz, 2. Klasse

Während der Dienstzeit in der Kriegsmarine:
- Ehrenkreuz für Frontkämpfer
- Kriegsverdienstkreuz I. Klasse mit Schwertern
- Kriegsverdienstkreuz II. Klasse mit Schwertern
- Dienstauszeichnung der Wehrmacht (DA I bis DA IV)
- Deutsches Kreuz in Silber am 29. April 1943